# Arsenios Autoreianos
Arsenios Autoreianos (griechisch Ἀρσένιος Ἀυτωρειανός; † nach 1265) war Patriarch von Konstantinopel  (1259–1260, Exil in Nicäa, und 1261–1265).

## Leben
Arsenios wurde in Konstantinopel geboren. Sein Geburtsjahr ist unbekannt. Er wurde Mönch. Im Kloster von Nicäa wurde er Abt. Er ging nach Bithynien, wo er als Asket in einem Kloster lebte. Über einen Aufenthalt als Mönch auf dem Athos gibt es keine Nachrichten.
Spätestens 1259 war er Patriarch von Konstantinopel. 1259 krönte er Michael Palaiologos und Johannes Laskaris, den Sohn Theodors II., zu Kaisern.
1260 wurde er als Patriarch abgelöst. Nachfolger wurde Nikephoros II.
1261 brachte Kaiser Michael VIII. Konstantinopel wieder zum Byzantinischen Reich. In diesem Jahr machte er Arsenios erneut zum Patriarchen.
1262 exkommunizierte Arsenios Kaiser Michael, weil dieser Johannes Laskaris hatte blenden lassen. 1265 ließ Michael Arsenios durch eine Synode absetzen. Arsenios wurde auf die Insel Prokonnesos verbannt. Sein Todesjahr ist unbekannt.
Patriarch Joseph I. hob die Exkommunikation auf. Teile des Klerus stellten sich gegen die Aufhebung. Es entstand eine Spaltung zwischen „Arseniten“ und „Josephiten“, die bis 1315 anhielt.

## Werk
Die Synopsis Canonum, eine Übersicht über Beschlüsse von Konzilien und Aussagen von Kirchenvätern, wurde von einem Mönch Arsenios auf dem Athos verfasst. Ob dieser mit Arsenios identisch ist, ist nicht klar.